# Kompaktat (Recht)
Als Kompaktat wird ein vertragliches Abkommen bezeichnet. Der altertümliche Rechtsbegriff kommt aus dem Lateinischen und bedeutet dort sinngemäß Pakt oder Vertrag.
Historisch bedeutsam geworden sind die Böhmischen Kompaktaten im Zusammenhang mit den Glaubensauseinandersetzungen der Hussiten mit der katholischen Kirche.

## Prager Kompaktaten
Die Hussiten verstanden es, kirchenreformatorische Aspekte mit politischen Anliegen in Böhmen und Mähren zu verbinden. Nach ihrer Bibelauslegung musste die Kommunion in beiderlei Gestalt nicht nur den Geistlichen, sondern auch den Laien (Laienkelch) gereicht werden. Dabei gab es eine gemäßigte Strömung in den oberen und eine revolutionäre in den unteren Bevölkerungsschichten.
Im Jahr 1420 wurden die Anliegen in den Vier Prager Artikeln formuliert. Die Kalixtiner wollten ein vollständiges Abendmahl mit Kelch gleichberechtigt für Laien und Priester, die freie Predigt in der Landessprache, auch für Laien, die Säkularisation des Kirchenguts, eine strenge Kirchenzucht durch Bestrafung der Todsünden und das Entsagen des Klerus von Reichtum und Politik realisiert wissen. Den Taboriten war das zu wenig. Sie forderten zusätzlich Gütergemeinschaft, die Abschaffung kirchlicher Gebräuche und Einrichtungen, ja sogar das Schaffen des Reiches Gottes mit Waffengewalt. Bald folgten (außer aus den religiös motivierten auch aus anderen Gründen) die Hussitenkriege.
Als hartnäckigste Streitpunkte auf dem Baseler Konzil kristallisierten sich rasch die Kommunion unter beiden Gestalten für die Laien sowie das Kircheneigentum heraus. Beim Laienkelch stand einerseits die – von den Hussiten geforderte, vom Konzil abgelehnte – Heilsnotwendigkeit der Kelchkommunion zur Debatte und andererseits die Abgrenzung jener Gebiete und Personengruppen, für die diese Praxis erlaubt werden sollte (nur Böhmen oder auch Mähren; nur dort, wo bereits zuvor den Laien der Kelch gereicht wurde oder überall, wo Bedarf bestand; nur Erwachsenen oder auch Kindern?). Auch um den Besitz und die weltliche Herrschaft von Priestern (dominium) sowie das Kircheneigentum entspannten sich langwierige Debatten.
Die Prager Kompaktaten (Compactata religionis) stellten einen Vergleich dar, der auf Basis der modifizierten Prager Artikel von 1420 am 30. November 1433 zwischen den böhmischen Ständen und dem Konzil von Basel zustande kam. Sie werden daher auch Basler Kompaktaten genannt.
Hiernach durfte
- das kirchliche Abendmahl in Böhmen und Mähren jedem, der es wollte, in Gestalt von Brot und Wein gereicht werden. Der Geistliche musste aber erläutern, dass Jesus Christus in beiden Gestalten gegenwärtig sei.
- die Bestrafung von Sünden nur durch den zuständigen Richter gemäß der Bibel und den heiligen Anordnungen erfolgen, keinesfalls durch Anordnungen von Privatpersonen.
- das Wort Gottes frei verkündet werden, jedoch nur durch von den kirchlichen Ordinarien bestellte Priester.
- die Kirche sowie ihre Geistlichen (ausgenommen Mönche) Kirchengut besitzen, dessen Aneignung durch andere als Kirchenraub verfolgt wurde.[1]

Diese Vereinbarungen mit der katholischen Kirche wurden vom gemäßigten Flügel der Hussiten, auch Kalixtiner oder Utraquisten genannt, unterschrieben, denen besonders an der Gewährung des Laienkelchs lag.
Die radikaleren Taboriten hingegen waren damit nicht einverstanden. Es kam zu einem Kampf der Anhänger beider hussitischen Glaubensrichtungen. Dabei trugen die Kalixtiner verbündet mit einem kaiserlichen Heer den militärischen Sieg in der Schlacht von Lipan am 30. Mai 1434 davon.

## Iglauer Kompaktaten
Die am 5. Juli 1436 geschlossenen Bestimmungen führten das Ende der seit 1420 im östlichen Heiligen Römischen Reich wütenden Hussitenkriege herbei. Auch der inzwischen zum Kaiser gekrönte Sigismund von Luxemburg erteilte seine Zustimmung, was nach der feierlichen Verkündung der Kompaktaten in Iglau im Sommer 1436 den Weg für die allgemeine Anerkennung des Luxemburgers als König durch die böhmischen Stände ebnete. Vertragsschließende Parteien waren hier Kaiser Sigismund, der zugleich König von Böhmen war, auf der einen und die Vertreter der Hussiten auf der anderen Seite. Die Basler Kompaktaten setzten einen vorläufigen Schlusspunkt unter zwanzig Jahre der theologischen, politischen, diplomatischen und militärischen Auseinandersetzung zwischen den hussitischen Böhmen und der katholischen Kirche.
Zwar hatte die Delegation des Konzils mündlich wie schriftlich versprochen, den Kelch für Böhmen zu gewähren, doch wurde diese Zusage weder vom Plenum des Konzils noch durch den Papst Eugen IV. bestätigt.
In Prag wurde ein Bischof aus den Reihen der Kalixtiner eingesetzt. Auch in der Moldaustadt wurde nach dem Vertragsschluss das Abendmahl mit Hostie und Weinkelch praktiziert; es war im gesamten böhmischen Königreich damit vereinheitlicht. Umgekehrt wurde Sigismund als legitimer Landesherr von den Hussiten akzeptiert. Für ihn bedeutete es ferner das Ende erfolgloser und finanziell aufwändiger Feldzüge.

### Urkunden
Übersetzungen der Kompaktaten sind nur in geringer Zahl überliefert. Bekannt ist lediglich das Dekret über das Abendmahl unter beiderlei Gestalt vom 23. Dezember 1437, das in wenigen Sätzen die beiden Handschriften in der Prager Nationalbibliothek (Národní knihovna České republiky) mit wenigen Sätzen zusammenfassen. Für alle Utraquisten, in Prag waren die sog. Kompaktaten-Tafeln an der Fronleichnamskapelle in der Prager Neustadt bestimmt. Da auch die utraquistischen Theologen untereinander in der Gelehrtensprache Latein miteinander korrespondierten, war eine Übersetzung ins Tschechische vor allem für die auf dem Landtag versammelten Stände, vor allem Adel und Bürger, bestimmt. Anders verhielt es sich mit den alttschechischen Übersetzungen der Kompaktaten-Urkunden, die am 6. Juli 1436 in der Iglauer Jakobskirche verlesen wurden.

## Weitere Entwicklungen
Der Amtskirche waren die Vereinbarungen einer böhmischen Sonderregelung auf Dauer nicht geheuer. Schon im Jahr 1448 wollte Kardinal Juan de Carvajal die der Kurie unbequemen Kompaktaten abschaffen. König Georg von Podiebrad verfolgte das Ziel, die Kompaktate durch den Papst bestätigen zu lassen, doch Papst Pius II. verwarf sie am 31. März 1462 ausdrücklich und verlangte die kirchliche Wiedervereinigung Böhmens. Pius II. hob die Basler Kompaktaten als erzielten Kompromiss zwischen dem Konzil und den Hussiten in Anwesenheit einer böhmischen Delegation auf – unter anderem mit der Begründung, das Konzil habe allein den damals, d. h. drei Jahrzehnte zuvor lebenden Hussiten die Kompaktaten zugestanden, nicht aber nachfolgenden Generationen. Im Kuttenberger Religionsfrieden von 1485 wurden die Baseler Kompaktaten zum Landesgesetz erhoben. Die Kompaktaten wurden im Jahr 1567 schließlich aufgehoben.